# Крум Василев
Крум Василев Начев е български политик, общественик и журналист, партиен деец от БКП, член на нейния Централен комитет (1971 – 1990), партизанин в комунистическото съпротивително движение по време на Втората световна война, заслужил деятел на културата.

## Биография
Роден е на 14 април 1925 година в град Шумен. През 1942 г. става член на РМС, като последователно е секретар на неговия Градски и Околийски комитет в родния си град, а после и организационен и първи секретар на Областния комитет на РМС във Варна.
Участва в Съпротивителното движение през Втората световна война на първо време като ятак, а от началото на април 1944 г. е партизанин в Партизански отряд „Август Попов“ към Шуменско–Преславския отряд. Същата година става член на Българската комунистическа партия.
След събитията от 9 септември 1944 г. завършва специалност философия в Софийския университет и специализира във Висшата партийна школа.
Между 1950-а до 1959-а е главен политически сътрудник на Вълко Червенков, придружавайки го на множество държавния посещения като първата българска делегация в Китайската народна република и подписването на Варшавския договор през 1955-а. В следващите години последователно изпълнява длъжностите зам.-главен и главен редактор на в. „Народна култура“ (1965 – 1966), зам.-председател на Съюза на българските журналисти. В този период е член на ЦК на СНМ.
На конгреса през 1966-а става кандидат-член, а на X конгрес е избран и за пълноправен член на ЦК на БКП (1971 – 1990). Заема редица висши постове в държавната и партийна номенкалтура като генерален директор на Българското радио и Българската телевизия, завеждащ отделите „Изкуство и култура“ (1966 – 1968) и „Пропаганда и агитация“ (1968 – 1972) на ЦК на БКП, председател на Комитета за печата при Министерския съвет (1972 – 1981), председател на Координационния съвет по задгранична пропаганда при ЦК на БКП (1981 – 1990).
Многократно избиран за народен представител четири последователни мандата (1971 – 1990) – в Шесто, Седмо, Осмо и Девето народно събрание.
След пенсионирането си остава активен ляв общественик и се занимава с публицистика. Автор на множество книги и публикации, за някои от които е удостоен с престижни награди. Деен член на Българската социалистическа партия и на Управителния съвет на Българския антифашистки съюз.
Крум Василев умира на 10 октомври 2020 г. на 95-годишна възраст в дома си в София.

## Награди
- Орден „Георги Димитров“
- Орден „13 века България“
- Орден „Кирил и Методий“
- Орден „9 септември 1944“
- Заслужил деятел на културата
- Национална литературна награда „Николай Хайтов“ (2010)
- Награда за публицистика „Георги Кирков – Майстора“ (2016)
- Димитровска награда (2018)
- Награда на Национален съвет на БСП „Димитър Благоев“ (2020)